# Mree

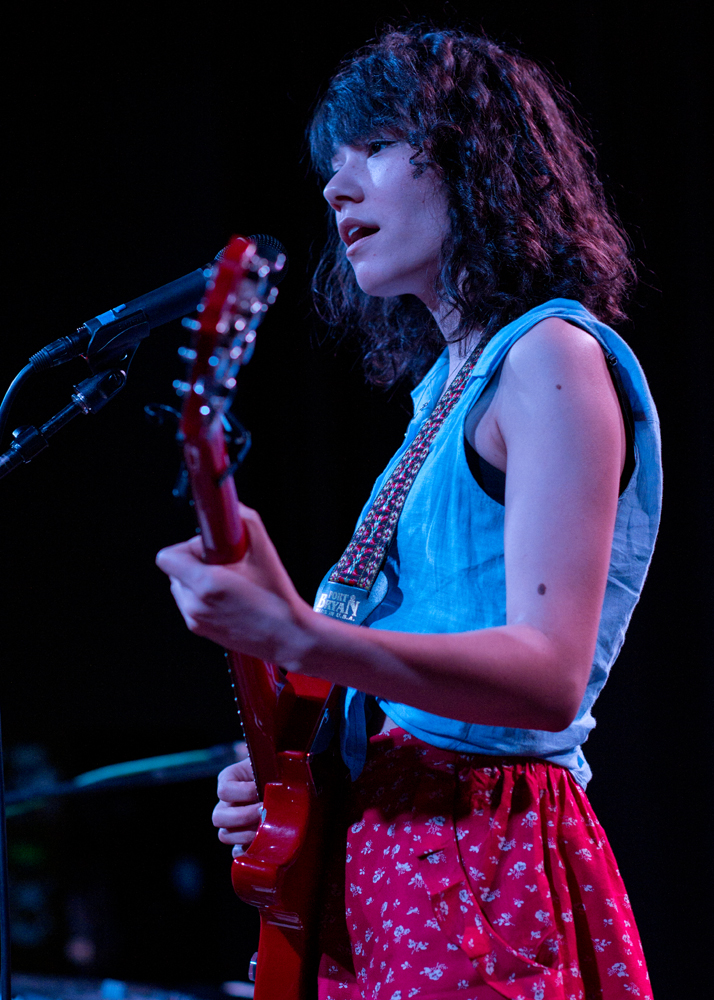
Mree

Marie Hsiao (ur. 1 listopada 1993), lepiej znana jako Mree, jest piosenkarką indie folk i autorką piosenek z New Jersey. Ma mieszane pochodzenie tajwańsko-bułgarskie. Mree zaczęła tworzyć w wieku 14 lat a jej debiutancki album Grow, został wydany w październiku 2011. Płyta debiutowała na 18. miejscu listy iTunes Singer/Songwriter Chart.

## Kariera muzyczna
Rozpoczęła swoją karierę - jak wielu młodych artystów - prezentując covery w serwisie YouTube, gdzie jej piosenki obejrzało kilka milionów internautów, zaś dziesiątki tysięcy zasubskrybowało jej kanał. W 2011 roku udało się jej samodzielnie wydać pierwszą płytę zatytułowaną “Grow” Album zadebiutował na 18. miejscu na liście iTunes Singer/Songwriter Chart.
6 sierpnia 2013 Mree wydała - również własnym sumptem - drugą płytę "Winterwell". Na tej płycie, będąc "pod wyraźnym wpływem takich artystów jak Bon Iver i Sufjan Stevens, stara się łączyć folk soul z brzmieniami alternatywnymi, elektronicznymi i stylem ambient, wciąż pozostając w ramach eterycznej klasyki."

7 sierpnia 2013 album "Winterwell" trafił na 52. pozycję iTunes Top Alternative albums charts.

## Dyskografia

### Albumy
- Grow (2011)
- Winterwell (2013)

### Single
- Lift Me Up (2011)
- Of the Trees (2011)
- Monsters (2012)
- Into The Well (2013)